# Стратонов Анатолій Степанович
Анатолій Степанович Стратонов (12 лютого 1923, селище Новоукраїнка, тепер місто Новоукраїнського району Кіровоградської області — 27 липня 1989, місто Дрогобич Львівської області) — український радянський діяч, голова Дрогобицького міськвиконкому.

## Життєпис
Закінчив середню школу.
З вересня 1941 року служив у Червоній армії: старшина кулеметної роти 333-го стрілецького полку 6-ї стрілецької Орловської дивізії 2-го Українського фронту. Учасник бойових дій німецько-радянської війни.
Член ВКП(б).
Після демобілізації — 2-й, 1-й секретар Ленінського районного комітету ЛКСМУ міста Ворошиловграда, 2-й секретар Ворошиловградського обласного комітету ЛКСМУ.
Закінчив Вищу партійну школу при ЦК КПУ.
Працював у Дрогобицькому обласному комітеті КПУ.
У 1955 — березні 1959 року — 2-й секретар Дрогобицького міського комітету КПУ.
У березні 1959 — березні 1965 року — голова виконавчого комітету Дрогобицької міської Ради депутатів трудящих.
У 1965—1980 роках — голова Трускавецької територіальної ради по управлінню курортами профспілок Львівської області.
У 1980—1987 роках — заступник генерального директора виробничого об'єднання «Дрогобичдерев» Львівської області.
З 1987 року — на пенсії.

## Родина
Брат — Стратонов Микола Степанович — 1-й секретар Луганського міськкому КПУ.

## Звання
- старшина

## Нагороди та відзнаки
- орден Жовтневої революції (29.06.1979)
- орден Трудового Червоного Прапора
- орден «Знак Пошани»
- орден Червоної Зірки
- орден Вітчизняної війни 1-го ст. (1985)
- медалі